# Монтгомери (округ, Иллинойс)
Монтго́мери (англ. Montgomery County) — округ в США, штате Иллинойс. По состоянию на 2010 год, численность населения составляла 30 104 человека. Получил своё название по имени ирландского военного и политического деятеля Ричардa Монтгомери.

## География
По данным Бюро переписи США, общая площадь округа равняется 1838 км², из которых 1823 км² — суша, и 15,5 км², или 0,84 % — это водоёмы.

### Соседние округа
- Сангамон (Иллинойс) — север
- Крисчен (Иллинойс) — северо-восток
- Шелби (Иллинойс) — восток
- Фейетт (Иллинойс) — юго-восток
- Бонд (Иллинойс) — юг
- Мадисон (Иллинойс) — юго-запад
- Макупин (Иллинойс) — запад

## Демография
По данным переписи населения 2010 года в округе проживает 30 104 жителя в составе 11 507 домашних хозяйств и 7928 семей. Плотность населения составляет 17 человек на км². На территории округа насчитывается 12 743 жилых строения, при плотности застройки 7 строений на км². Расовый состав населения: белые — 95,1 %, афроамериканцы — 3,2 %, коренные американцы (индейцы) — 0,2 %, азиаты — 0,4 %, гавайцы — 0,03 %, представители других рас — 0,47 %, представители двух или более рас — 0,7 %. Испаноязычные составляли 1,5 % населения.
В составе 31,90 % из общего числа домашних хозяйств проживают дети в возрасте до 18 лет, 56,10 % домашних хозяйств представляют собой супружеские пары, проживающие вместе, 8,90 % домашних хозяйств представляют собой одиноких женщин без супруга, 31,10 % домашних хозяйств не имеют отношения к семьям, 27,80 % домашних хозяйств состоят из одного человека, 14,70 % домашних хозяйств состоят из престарелых (65 лет и старше), проживающих в одиночестве. Средний размер домашнего хозяйства составляет 2,44 человека, и средний размер семьи — 2,97 человека.
Возрастной состав округа: 23,70 % — моложе 18 лет, 8,30 % — от 18 до 24, 29,30 % — от 25 до 44, 21,70 % — от 45 до 64, и 17,00 % — от 65 и старше. Средний возраст жителя округа — 38 лет. На каждые 100 женщин приходится 106,40 мужчин. На каждые 100 женщин старше 18 лет приходится 106,40 мужчин.
Средний доход на домохозяйство в округе составлял 33 123 USD, на семью — 39 923 USD. Среднестатистический заработок мужчины составлял 30 657 USD против 20 563 USD для женщины. Доход на душу населения был 16 272 USD. Около 10,60 % семей и 13,40 % общего населения находились ниже черты бедности, в том числе — 18,40 % молодежи (тех, кому ещё не исполнилось 18 лет) и 11,00 % тех, кому было уже больше 65 лет.